# Shigeru Ando
Shigeru Ando (安藤 茂?, Ando Shigeru; 3 luglio 1962) è un ex calciatore ed ex giocatore di calcio a 5 giapponese.

## Carriera
Come massimo riconoscimento in carriera vanta la partecipazione, con la Nazionale di calcio a 5 del Giappone, al FIFA Futsal World Championship 1989 nel quale la selezione asiatica si è fermata al primo turno, affrontando Belgio, Argentina e Canada.